# El Corpus
El Corpus – gmina (municipio) w południowym Hondurasie, w departamencie Choluteca. W 2010 roku zamieszkana była przez ok. 23,6 tys. mieszkańców. Siedzibą administracyjną jest miejscowość El Corpus.

## Położenie
Gmina położona jest w północno-wschodniej części departamentu. Graniczy z 7 gminami:
- Apacilagua od północy,
- San Marcos de Colón od północnego wschodu,
- Concepción de María od wschodu,
- El Triunfo i Namasigue od południa,
- Santa Ana de Yusguare i Choluteca od zachodu.

## Miejscowości
Według Narodowego Instytutu Statystycznego Hondurasu na terenie gminy położone były następujące miasteczka i wsie:

- El Corpus
- Agua Fría
- Calaire
- Cayanini
- El Baldoquín
- El Banquito
- El Despoblado
- El Naranjal
- El Pedregal
- El Zapotal
- La Albarrada
- La Fortuna
- La Galera
- San Isidro
- San Juan Abajo
- San Juan Arriba
- San Judas

## Demografia
Według danych honduraskiego Narodowego Instytutu Statystycznego na rok 2010 struktura wiekowa i płciowa ludności w gminie przedstawiała się następująco:
| Wiek      | 0–3   | 4–6   | 7–12  | 13–17 | 18–24 | 25–64 | 65+   | razem  |
| El Corpus | 2 644 | 1 898 | 3 702 | 2 720 | 3 090 | 8 156 | 1 393 | 23 603 |
| Mężczyźni | 1 358 | 976   | 1 880 | 1 434 | 1 621 | 4 163 | 668   | 12 100 |
| Kobiety   | 1 287 | 922   | 1 822 | 1 286 | 1 469 | 3 993 | 725   | 11 503 |